# Các vùng công nghiệp Việt Nam
Có 6 vùng công nghiệp tại Việt Nam:

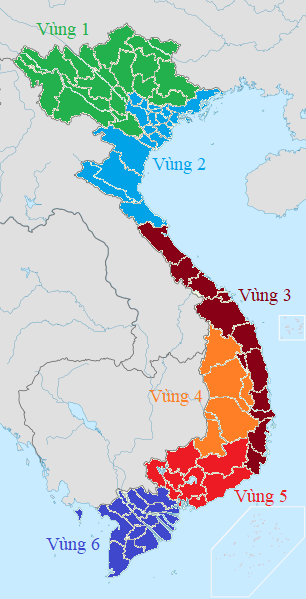
Bản đồ các vùng công nghiệp ở Việt Nam

Vùng 1 gồm 14 tỉnh Bắc Kạn, Bắc Giang, Cao Bằng, Điện Biên, Hòa Bình, Hà Giang, Lai Châu, Lạng Sơn, Lào Cai, Phú Thọ, Sơn La, Thái Nguyên, Tuyên Quang, Yên Bái tập trung phát triển thủy điện, chế biến nông, lâm sản, khai thác và chế biến khoáng sản, hóa chất, phân bón, luyện kim, sản xuất vật liệu xây dựng, công nghiệp cơ khí phục vụ nông nghiệp và công nghiệp chế biến.
Vùng 2 gồm 14 tỉnh, thành Bắc Ninh, Hà Nội, Hà Tĩnh, Hải Dương, Hải Phòng, Hà Nam, Hưng Yên, Nam Định, Ninh Bình, Nghệ An, Quảng Ninh, Thái Bình, Thanh Hóa, Vĩnh Phúc được định hướng tập trung phát triển ngành cơ khí, nhiệt điện, phát triển ngành điện tử và công nghệ thông tin, hóa chất, luyện kim, khai thác và chế biến khoáng sản, sản xuất vật liệu xây dựng, tiếp tục phát triển nhanh công nghiệp dệt may, da giày phục vụ xuất khẩu, công nghiệp chế biến nông, lâm, thủy sản.
Vùng 3 gồm 10 tỉnh, thành Bình Định, Đà Nẵng, Khánh Hòa, Ninh Thuận, Phú Yên, Quảng Bình, Quảng Nam, Quảng Ngãi, Quảng Trị, Thừa Thiên-Huế tập trung phát triển công nghiệp chế biến nông, lâm, hải sản, lọc và hóa dầu, cơ khí chế tạo, sản xuất vật liệu xây dựng và dệt may, da giày, ngành điện tử và công nghệ thông tin.
Vùng 4 gồm 4 tỉnh Đắk Lắk, Đắk Nông, Gia Lai, Kon Tum tập trung phát triển thủy điện, công nghiệp chế biến nông, lâm sản và khai thác, chế biến khoáng sản.
Vùng 5 gồm 8 tỉnh, thành Bà Rịa-Vũng Tàu, Bình Dương, Bình Phước, Bình Thuận, Đồng Nai, Lâm Đồng, Thành phố Hồ Chí Minh, Tây Ninh tập trung phát triển công nghiệp khai thác và chế biến dầu khí, điện, chế biến nông, lâm, hải sản và đặc biệt là công nghiệp cơ khí, điện tử, công nghiệp phần mềm, hóa chất, hóa dược, phát triển công nghiệp dệt may, da giày chất lượng cao phục vụ xuất khẩu, phát triển công nghiệp trên cơ sở áp dụng công nghệ cao, phát triển các sản phẩm có hàm lượng tri thức cao.
Vùng 6 gồm 13 tỉnh, thành An Giang, Bạc Liêu, Bến Tre, Cần Thơ, Đồng Tháp, Hậu Giang, Kiên Giang, Long An, Cà Mau, Sóc Trăng, Tiền Giang, Trà Vinh, Vĩnh Long tập trung phát triển ngành công nghiệp chế biến nông, lâm, thủy sản hướng vào xuất khẩu, các ngành công nghiệp sử dụng khí thiên nhiên, ngành cơ khí phục vụ nông nghiệp, đặc biệt là công nghiệp sau thu hoạch và bảo quản, công nghiệp chế biến nông, lâm, thủy sản, cơ khí đóng tàu.